# Boulengerella xyrekes
Boulengerella xyrekes es una especie de peces de la familia Ctenoluciidae en el orden de los Characiformes.

## Morfología
Los machos pueden llegar alcanzar los 38,2 cm de longitud total.
- Número de  vértebras: 44-46.[1]

## Hábitat
Es un pez de agua dulce y de  clima tropical.

## Distribución geográfica
Se encuentran en Sudamérica: ríos  Amazonas y Orinoco.